# Твін-Лейкс (Вісконсин)
Твін-Лейкс (англ. Twin Lakes) — селище (англ. village) в США, в окрузі Кеноша штату Вісконсин. Населення — 6309 осіб (2020).

## Географія
Твін-Лейкс розташований за координатами 42°30′56″ пн. ш. 88°15′1″ зх. д. / 42.51556° пн. ш. 88.25028° зх. д. (42.515576, -88.250369).  За даними Бюро перепису населення США в 2010 році селище мало площу 25,24 км², з яких 21,18 км² — суходіл та 4,06 км² — водойми.

## Демографія
Згідно з переписом 2010 року, у селищі мешкало 5989 осіб у 2345 домогосподарствах у складі 1618 родин. Густота населення становила 237 осіб/км².  Було 3251 помешкання (129/км²).
Расовий склад населення:
| - 96,2 % — білих - 0,6 % — чорних або афроамериканців - 0,4 % — азіатів - 0,2 % — корінних американців - 0,1 % — вихідців з тихоокеанських островів - 1,4 % — осіб інших рас |

До двох чи більше рас належало 1,1 %. Частка іспаномовних становила 4,7 % від усіх жителів.
За віковим діапазоном населення розподілялося таким чином: 24,7 % — особи молодші 18 років, 63,9 % — особи у віці 18—64 років, 11,4 % — особи у віці 65 років та старші. Медіана віку мешканця становила 38,9 року. На 100 осіб жіночої статі у селищі припадало 101,0 чоловіків;  на 100 жінок у віці від 18 років та старших — 98,4 чоловіків також старших 18 років.
Середній дохід на одне домашнє господарство  становив 73 978 доларів США (медіана — 59 671), а середній дохід на одну сім'ю — 82 279 доларів (медіана — 72 656). Медіана доходів становила 51 705 доларів для чоловіків та 42 808 доларів для жінок. За межею бідності перебувало 10,5 % осіб, у тому числі 15,8 % дітей у віці до 18 років та 2,2 % осіб у віці 65 років та старших.
Цивільне працевлаштоване населення становило 2937 осіб. Основні галузі зайнятості: виробництво — 19,9 %, освіта, охорона здоров'я та соціальна допомога — 16,1 %, роздрібна торгівля — 11,7 %, науковці, спеціалісти, менеджери — 9,7 %.